# Silvestre Varela
Silvestre Manuel Gonçalves Varela (Almada, 2 de febrer de 1985) és un futbolista portuguès, que ocupa la posició de migcampista. Ha estat internacional sub-21 amb la selecció portuguesa i ha participat en el Mundial del Brasil 2014.

## Trajectòria
Format al planter de l'Sporting Clube de Portugal, va ser cedit a la Casa Pia AC i al Vitória Futebol Clube. De nou a l'Sporting, no es fa amb un lloc titular, sent suplent a la campanya 05/06.
A la temporada 07/08 és cedit al Recreativo de Huelva, de la primera divisió espanyola. Els andalusos baixarien a Segona eixa temporada i el migcampista va aparèixer en 22 partits. Al seu retorn a Lisboa, és transferit al CF Estrela da Amadora.
La seua bona campanya a l'Amadora possibilita que el FC Porto el fitxe al març del 2009, debutant al juliol d'eixe mateix any.